# Roda (Arnstadt)
Roda ist ein Ortsteil der Stadt Arnstadt im Ilm-Kreis (Thüringen).

## Lage
Durch den Ort führt die Kreisstraße 6. Das kleine Dorf liegt nordöstlich von Wipfra. Roda liegt am linken Ufer der Wipfra.

## Geschichte
Im Jahre 1279 wurde Roda erstmals urkundlich erwähnt. Bis 1918 gehörte der Ort zur Oberherrschaft des Fürstentums Schwarzburg-Sondershausen. Da die alte Kirche zu klein und baufällig war, wurde 1861 an der gleichen Stelle eine neue Kirche erbaut. Die Schule stammt aus dem Jahr 1869. Sie wurde bis 1935 als solche genutzt. Bereits 1904 gab es eine Wasserleitung und 1925 ein Stromnetz. Seit 2004 gibt es ein Dorfgemeinschaftshaus in einem umgebauten Kuhstall. Am 24. Februar 1944 kamen 6 Rodaer bei der „Luftschlacht über Arnstadt und Gotha“ ums Leben.

## Politik
Die Arnstädter Ortsteile Branchewinda, Dannheim, Görbitzhausen und Roda haben eine gemeinsame Ortsteilverfassung gemäß § 45 Thüringer Kommunalordnung, sodass für alle vier Ortsteile ein gemeinsamer Ortsteilbürgermeister und Ortsteilrat zuständig ist.
Der ehrenamtliche Ortsteilbürgermeister ist seit 2019 Uwe Greßler, er wurde zuletzt bei den Kommunalwahlen in Thüringen am 26. Mai 2024 im Amt bestätigt. Zusammen mit sechs weiteren Mitgliedern bildet Greßler den Ortsteilrat.